# Exoprosopa varicolor
Exoprosopa varicolor är en tvåvingeart som beskrevs av Macquart 1846. Exoprosopa varicolor ingår i släktet Exoprosopa och familjen svävflugor. Inga underarter finns listade i Catalogue of Life.